# Jacques Maury (acteur, 1897-1962)
Pour les articles homonymes, voir Jacques Maury et Maury.
Paul Charles Victor Maury dit Jacques Maury, né le 20 avril 1897 dans le 9e arrondissement de Paris et mort le 18 juin 1962 à Cannes, est un acteur et scénariste français.

## Biographie
Fils de l'acteur Georges Maury (1863-1922) et de la comédienne Laurence Duluc (1867-1936,), Paul Maury devient à son tour comédien d'abord sous le nom de Maury fils, puis sous celui de Jacques-Paul Maury et de Jacques Maury après la mort de son père.
Avec l'arrivée du parlant, Jacques Maury s'oriente vers une carrière d'acteur de cinéma et s'éloigne peu à peu du théâtre. Au début de 1938, il décide de mettre un terme à sa carrière artistique et s'installe à Cannes où il crée une société de location de bateaux. En juin 1939, il part pour la Polynésie où après avoir navigué d'île en île, il finit par se fixer à Moorea. Là, il y mène une vie d'aventurier des mers du Sud comme Alain Gerbault qui lui, à l'époque, était installé à Bora-Bora et avec lequel il va tisser des liens d'amitié.
Au moment de la déclaration de guerre en septembre 1939, il ne répond pas à l'ordre de mobilisation générale et ne rentre en Métropole qu'après la signature de l'armistice du 22 juin 1940. Après quelques apparitions sur les scènes de théâtre à la fin de l'année 1940 et au début de 1941, et un dernier rôle au cinéma dans Mam'zelle Bonaparte de Maurice Tourneur tourné en septembre suivant, il quitte Paris pour la zone libre et retourne s'installer définitivement à Cannes où il ouvre un restaurant, le Drap d'Or, qu'il tiendra jusqu'à son décès, tout en continuant à pratiquer la voile.

## Carrière au théâtre
Comme acteur
- 1920 : Le Fiancé de ma femme, comédie en 3 actes de R.-J. Valabrègue, au théâtre Comoedia (1er septembre) puis en tournée : Augustin[14]
- 1921 : Le Retour, comédie en 3 actes et un prologue de Robert de Flers et Francis de Croisset, au théâtre de l'Athénée (septembre) : Marcel
- 1921 : La Belle aventure, comédie en 3 actes de Gaston Arman de Caillavet, Robert de Flers et Étienne Rey, au théâtre de l'Athénée (novembre) : Sérignan
- 1922 : L'Autre fils, comédie dramatique en 3 actes de Pierre Decourcelle, au théâtre des Arts (janvier) : Georges Fougeret[15]
- 1922 : Doralice, ou la Métamorphose, pièce en 3 actes de Fernand Nozière et Georges Rivollet, au théâtre Caumartin (14 mars) : le Chevalier
- 1922 : La Profession de Madame Warren, pièce en 4 actes de George Bernard Shaw, au Tréteau Fortuny (9 mai). Reprise le 12 octobre : Franck[16]
- 1923 : Aventure de jouets, pièce en 1 acte et 2 tableaux de Pierre Artel d'après les personnages de Hans Christian Andersen, au théâtre Fémina (4 janvier) : le Magot de Chine
- 1923 : Papa, comédie en 3 actes de Robert de Flers et Gaston Arman de Caillavet, au théâtre du Casino de Bourbonne-les-Bains (20 juillet) : Jean-Bernard
- 1923 : Les Petits, comédie en 3 actes de Lucien Népoty, au Casino de Luxeuil (25 août)[17]
- 1924 : L'Avocate, pièce en 3 actes de Jane Misme, au théâtre Albert-1er (18 mars) : Marcel Louvières[18]
- 1925 : Marie Gazelle, pièce en 3 actes de Fernand Nozière, au théâtre du Gymnase de Marseille (janvier) : André Langeron[19]
- 1926 : Vieil Heidelberg, pièce en 5 actes de Wilhelm Meyer-Forster, à la Gaîté-Lyrique (19 mars) : Charles-Henri[20]
- 1928 : La Vie est belle, comédie en 3 actes de Marcel Achard, au théâtre de la Madeleine (15 mai) : Stéphane[21]
- 1928 : La Nouvelle Revue, revue en 3 actes et 25 tableaux de Paul Briquet, José de Bérys et Henry Moreau, à l'Élysée-Palace de Vichy (juillet)
- 1928 : La Rafale, pièce en 3 actes d'Henry Bernstein, au théâtre municipal de Nancy (26 novembre)
- 1929 : Le Désir, pièce en 4 actes de Leopold Kampf, adaptation française de Maurice Rémon, au théâtre Édouard VII (7 janvier) : Mario
- 1929 : L'Amoureuse aventure, comédie en 3 actes et 6 tableaux de Paul Armont et Marcel Gerbidon, au théâtre Édouard VII (18 janvier)[22]
- 1930 : Pardon, Madame..., comédie en 3 actes de Romain Coolus et André Rivoire, au théâtre Michel (18 janvier) : Henri Guéroult[23]
- 1930 : Simone est comme ça, comédie gaie en 3 actes d'Yves Mirande et Alex Madis, à l'Appolo (23 octobre)
- 1940 : Le Maître de forges, comédie en 4 actes de Georges Ohnet, au théâtre du Gymnase (25 octobre) puis en tournée : le duc de Bligny
- 1940 : Mon gosse de père, comédie en 3 actes de Léopold Marchand, au théâtre Daunou (12 décembre) : Jérôme Rocheville[24]

Comme auteur
- 1929 : Rose-Cocktail, fantaisie-spectacle en 3 parties et 16 tableaux de Jacques Maury et Max Eddy, chorégraphie de Boris Kniaseff, au théâtre Broadway (6 mars)[25]

## Carrière au cinéma
Comme acteur
- 1929 : La Valse de l'adieu / La Valse de l'amour / Frédéric Chopin de Henry Roussel : Franz Liszt
- 1930 : Le Chemin du paradis de Wilhelm Thiele et Max de Vaucorbeil : Guy[26]
- 1931 : Les Galeries Lévy et Cie / Les Galeries Washington d'André Hugon : André Lion
- 1931 : La Maison jaune de Rio, film franco-allemand de Robert Péguy et Karl Grune : Smell[27]
- 1931 : Méphisto, film en 4 épisodes de Henri Debain et Georges Vinter : Willy Keanton
- 1931 : Autour d'une enquête, film franco-allemand de Henri Chomette et Robert Siodmak : Walter Binert[28]
- 1931 : Paris-Beguin de Augusto Genina : le commissaire
- 1931 : Le Carillon de la liberté / Les Passions enchaînées de Gaston Roudès : Jacques Vleminx
- 1931 : Amour et quadrille, court-métrage de Jean Tedesco
- 1932 : Si tu veux / Excursions dans la villa de André Hugon : André
- 1932 : Sens interdit, court-métrage de Jean de Marguenat
- 1932 : La Claque, court-métrage de Robert Péguy
- 1932 :  Le Soir des rois / Soyez les bienvenus de Jean Daumery : Georges de Frileuse[29]
- 1933 : Direct au cœur de Roger Lion et Alexandre Arnaudy : Kid Marc[30],[31]
- 1933 : Le Martyre de l'obèse de Pierre Chenal : Henri Léger
- 1933 : Rien que des mensonges / Trois points c'est tout / Le Cercle vicieux[32] de Karl Anton : Léon Vilcourt
- 1933 : La Margoton du bataillon / La Madelon du bataillon de Jacques Darmont : François de Crécy[33]
- 1933 : Le Témoin de Pierre de Cuvier[34]
- 1934 : Le Voyage de monsieur Perrichon de Jean Tarride : Daniel Savary[35]
- 1934 : Un homme en or de Jean Dréville : Jacques[36]
- 1934 : Trois pour cent / Le Petit millionnaire de Jean Dréville : Camille Giraud[37]
- 1935 : Scrupule, court-métrage de Dimitri Kirsanoff
- 1935 : Déchéance de Jacques Houssin et Giorgio Zambon : Philippe d'Armande
- 1935 : Vogue, mon cœur de Jacques Daroy : Jean-Loup
- 1937 : La Bête aux sept manteaux ou L'Homme à la cagoule noire de Jean de Limur : Charles Destin
- 1942 : Mam'zelle Bonaparte de Maurice Tourneur :  le comte de Brimont

Comme scénariste
- 1935 : Vogue, mon cœur de Jacques Daroy (adaptation et dialogues)
- 1935 : Cinquième au d'ssus, moyen-métrage de Jacques Daroy (adaptation et dialogues)[38]
- 1937 : La Guerre des gosses / La Guerre des boutons / Nous les gosses de Jacques Daroy (scénario et dialogues)[39]
- 1937 : La Bête aux sept manteaux / L'Homme à la cagoule noire de Jean de Limur (scénario et dialogues)[40]

Comme assistant-réalisateur
- 1933 : L'Abbé Constantin, film réalisé par Jean-Paul Paulin

## Distinctions
- Croix de guerre 1914-1918 avec citation à l'ordre de la division[41].